# パット・オブライエン (ミュージシャン)
パット・オブライエン（Pat O'Brien、1965年5月17日 - ） は、アメリカ合衆国のミュージシャン。デスメタルバンド「カンニバル・コープス」の元ギタリスト。ネヴァーモアの元メンバーでもあった。また、モンストロシティにも参加していた。現在はスラッシュメタルバンド「Exhorder」のギタリストとして活動している。

## 略歴
1994年にネヴァーモアに加入し、1996年に脱退。同バンド脱退後の1997年にカンニバル・コープスに加入。
2018年12月、ギタリストのパット・オブライエンが強盗及び警察にナイフを向けて襲撃したとして公務執行妨害により逮捕された。無期限活動休止だったが、2021年2月にエリック・ルータンが後任として加入したため、事実上脱退。
2022年2月にExhorderを脱退したMarzi Montazeriの後任として加入した。